# Eupithecia appendiculata
Eupithecia appendiculata es una especie de polilla de la familia Geometridae. La especie fue descrita por primera vez por James Halliday McDunnough habiendo sido descrita en 1946, con distribución en el Oeste de Estados Unidos. El holotipo de la especie fue descrita en los alrededores de Alta (Utah).

## Distribución
E. appendiculata se encuentra distribuido principalmente en el oeste de América del Norte, habiendo sido descritos en los estados de Utah, Colorado, Idaho y la Sierra de San Gabriel de California, así como en Baja California.

## Descripción
Es una polilla pequeña con una envergadura de 15 milímetros (0,6 plg). La especie tiene palpos negros cortos que apenas son visibles en la cara del insecto y cuyo tercer segmento es de color blanco. La cabeza es de un gris oscuro con rastros de oscurecimiento casi negruzco a nivel del tercer segmento anterior, por delante de las antenas. Las antenas por su parte son grises a negro con cilios muy delgados presentes tanto en los machos como en las hembras.